# Zenon Roskal
Zenon Eugeniusz Roskal (ur. 16 marca 1960 w Hrubieszowie) – polski filozof nauki i przyrody, profesor nauk humanistycznych.

## Życiorys
W 1984 ukończył studia z zakresu fizyki na Uniwersytecie Marii Curie-Skłodowskiej w Lublinie. Pracę magisterską dotyczącą fizycznego obrazu świata przygotował pod kierunkiem Wiesława Kamińskiego. Stopień doktora nauk humanistycznych w zakresie filozofii uzyskał w 1992 na Katolickim Uniwersytecie Lubelskim w oparciu o dysertację pt. Josepha Louisa Lagrange’a koncepcja mechaniki. Studium historyczno-metodologiczne, której promotorem był Zygmunt Hajduk. Habilitował się tamże w 2002 na podstawie pracy Astronomia matematyczna w nauce greckiej. Metodologiczne studium historyczno-przyrodnicze. Tytuł naukowy profesora nauk humanistycznych otrzymał 9 września 2013.
W 1988 rozpoczął pracę na Katolickim Uniwersytecie Lubelskim jako asystent-stażysta w Katedrze Matematyki. W 1993 objął stanowisko adiunkta, a w 2005 – profesora nadzwyczajnego w Katedrze Filozofii Przyrody Nieożywionej na Wydziale Filozoficznym KUL. W latach 2008–2014 był kierownikiem tejże katedry. Wcześniej, od 2005 do 2008, pełnił funkcję kierownika nowo powołanej Katedry Fizyki Teoretycznej. W 1994 odbył nadto trzymiesięczne stypendium naukowe w Londynie.

## Wybrane publikacje
- Przełom w fizyce XVI-XVII wieku. Antyczne i średniowieczne źródła, Lublin 1995 (współautor Wiesław Kamiński)
- Astronomia matematyczna w nauce greckiej. Metodologiczne studium historyczno-przyrodnicze, Lublin 2002
- Kosmos Chtoniczny. Historyczny rozwój monistycznej interpretacji kosmosu, Lublin 2012

## Odznaczenia
- Złoty Medal za Długoletnią Służbę (2023)[5]